# زنبور گل‌گر
زنبور گل‌گر (نام علمی: Osmia) نام یک سرده از زنبور است.